# 河合蘭
河合 蘭（かわい らん、1959年-）は日本のジャーナリスト、評論家、写真家。
単行本・新聞・テレビ・ラジオ・雑誌に妊娠・出産全般・不妊治療・少子化問題・産科医療問題などの著作やコメントをする。ハイリスク妊娠、早産、帝王切開が増加し医療体制が危機的状況にある中で女性と社会のあり方を追求している。2016年『出生前診断－出産ジャーナリストが見つめた現状と未来』で「科学ジャーナリスト賞2016」受賞。［1］
東京医科歯科大学・聖路加国際大学・日本赤十字社助産師学校の非常勤講師。All Aboutのガイド。
写真家としては、おもに出産施設の医療者、家族、新生児を被写体としている。1980年代には宝島、スウィングジャーナル、ミュージックマガジン等で音楽家、作家などを撮っていた［2］。また川本三郎著『雑踏の社会学』(ちくま文庫)では東京の町を白黒写真で撮ったものを多数収めている。［3］

## 経歴
1959年東京都生まれ。東京都立新宿高等学校卒業。日本大学芸術学部写真学科中退［4］。在学中より『宝島』などで人物写真や音楽写真を撮り始める。1986年に第一子出産後、自身の育児への疑問やベテラン助産師との出会いをきっかけとして出産専門のジャーナリストとして活動を開始した［5］［6］。米国人のバースエデュケーター清水ルイーズと出会い、イメージトレーニングを応用した「お産のイメジェリー」を紹介(『お産のイメジェリー―心の出産準備』メディカ出版)。1993年、きくちさかえと、「産む人と医療者をつなぐネットワークREBORN」を創設してニュースレター『REBORN』を創刊。1994年には第1回「いいお産の日」を開催し、1999年には『REBORN産院リスト1999-2000年版』を出版した。［7］産科医不足、出産場所の減少についても1990年代前半から執筆を開始している［8］。
2004年、なかなか妊娠に踏み切れない女性たちを取材した『未妊―「産む」と決められない』（2004年、NHK出版）を出版し、晩産化、不妊，少子化問題の著作が増える。2006年、第165回国会少子化高齢社会に関する調査会｢少子高齢社会への対応の在り方｣で参考人として意見を述べた［9］。『卵子老化の真実』(2013年、文春新書)は女性の妊娠力は20代後半から低下することを伝えて道端カレンのブログで紹介された［10］。同書は2013年厚生労働省白書の参考文献とされた［11］。橋本治は、小説『結婚』（2014年、集英社）で主人公の倫子に『卵子老化の真実』の内容を語らせている［12］。

## 著作

### 単著（日本語）
『お産選びマニュアル―いま、赤ちゃんを産むなら』（2000年、農文協） ISBN 4540991949
『未妊―「産む」と決められない』（2006年、NHK出版　生活人新書） ISBN 4140881798
『助産と産む―病院でも、助産院でも、自宅でも』（2007年、岩波ブックレット　2007年）ISBN 4000094041
『安全なお産、安心なお産―「つながり」で築く、壊れない医療』（2009年、岩波書店） ISBN 4000220543
『卵子老化の真実』（2013年、文春新書） ISBN 4166609068
『出生前診断―出産ジャーナリストが見つめた現状と未来』(2015年、朝日新書) ISBN 4022736127

### 翻訳
カール・ジョーンズ著『お産のイメジェリー―心の出産準備』（1997年、メディカ出版） ISBN 4895736210
マーゴット・エドワーズ,メアリー・ウォルドルフ著『出産革命のヒロインたち―アメリカのお産が変わったとき』（1997年、メディカ出版） ISBN 4895734161
マースデン・ワーグナー著『WHO勧告に見る望ましい周産期ケアとその根拠』（井上裕美共監訳、2002年、メディカ出版） ISBN 4840402647

### 共著、分担執筆
『妊婦の「ぷ」―なんとかなるって!働く女性の妊娠コミック』(宮下真沙美著、2005年、小学館)ISBN 4093112258
『なっとく出産応援事典』（井上裕美、小黒道子、長谷川充子、井本園江との共著、2009年、春秋社） ISBN 4393710665
『文藝春秋オピニオン　2014年の論点100』「卵子教育は本当に必要か」（2014年、文藝春秋）ISBN 4160086152
『ひとびとの精神史第三巻』「松田道雄　母親たちと共に」(栗原彬ら編集ほか、岩波書店2015年) ISBN 4000288032
『産み育てと助産の歴史―近代化200年をふり返る』 「母親たちによる産院情報の公開」「院内助産、助産師外来」｢高齢出産｣(白井千晶編著、2016年、医学書院) ISBN 4260024825
『不妊治療を考えたら読む本　科学でわかる「妊娠への近道」』(浅田義正との共著、2016年、講談社ブルーバックス) ISBN 4062579766

### テレビ ラジオ
- テレビ朝日系全国ネット「テレメンタリー2001」　｢お産ネットワーク｣と題して活動と妊婦との交流が30分間紹介された。　2001年9月29日から10月6日順次放送［13］
- TBSテレビ「NEWS23」　2006年 * TBSラジオ「鈴木おさむ　考えるラジオ」「高齢出産について考える」2011年5月21日
- NHKラジオ放送第１「ラジオビタミン」に1年間レギュラー出演(2011年4月～2012年3月)
- BSフジ LIVE「プライムニュース」「高齢出産の現状と課題」2013年5月1日生放送
- BS日本テレビ「深層NEWS」（2013年10月16日）「産みたいのに産めない不妊対策の最前線とは」
- BSフジ LIVE「プライムニュース」「生殖補助医療の光と影　受精卵検査は命選別か」2014年12月17日［14］
- ＮＨＫラジオ放送第１「午後のまりやーじゅ」。(2015年6月23日) 90分間のトークで出産ジャーナリストになったいきさつや自身の家族について話した。
- 放送大学｢心理臨床と病｣ゲスト出演「生殖医療、出生前診断」（2016年より5年間放映）［15］。

### 撮影
- 川本三郎著『雑踏の社会学』(1987年、ちくま文庫)ISBN 4480021477
- DVD『もっと自由な出産を』( 杉山富士子・中根直子監修、2009年 、三輪書店)構成と出産シーン撮影を担当
- 『お産選びマニュアル―いま、赤ちゃんを産むなら』（2000年、農文協） ISBN 4540991949
- 『助産と産む―病院でも、助産院でも、自宅でも』（2007年、岩波ブックレット　2007年）ISBN 4000094041
- 『安全なお産、安心なお産―「つながり」で築く、壊れない医療』（2009年、岩波書店） ISBN 4000220543

### 連載記事
- 「お産を選ぶ」 (朝日新聞 「育児ファイル」 2007年4月7日～6月3日　毎週土曜日掲載)
- 「やっぱり知りたい少子化のはなし」(『助産雑誌』医学書院　2014年1月号～2015年12月号　全10回)
- 「いつ産みますか?　妊娠力のきほん」(2013年9月17日より全10回配信、共同通信)
- 「出生前診断と母たち」（講談社「FRaU」 2019年5月8日～）[1]

## 著作